# Cheniguel
Cheniguel (în arabă شنيقل) este o comună din provincia Médéa, Algeria.
Populația comunei este de 6.866 de locuitori (2008).